# Himalaya
Der Himalaya (auch Himalaja) (Sanskrit: हिमालय, himālaya, von hima ‚Schnee‘ und alaya ‚Ort, Wohnsitz‘; deutsch [hiˈmaːlaɪ̯a] oder [himaˈlaɪ̯a] ausgesprochen) ist ein Hochgebirgssystem in Asien. Es ist das höchste Gebirge der Erde und liegt zwischen dem indischen Subkontinent im Süden und dem Tibetischen Hochland im Norden. Die Begrenzungen im Westen und Osten sind nicht geologisch begründet und werden daher unterschiedlich gezogen. Das Gebirge erstreckt sich auf einer Länge von mindestens 2500 Kilometern von Pakistan bis zum indisch-chinesischen Grenzgebiet in Arunachal Pradesh und erreicht eine Breite von bis zu 330 Kilometern. Im Himalaya befinden sich zehn der vierzehn Berge der Erde, deren Gipfel mehr als 8000 Meter hoch sind („Achttausender“), darunter der Mount Everest, der mit 8848 m ü. d. Meer höchste Berg der Erde. Mit seiner südlichen Lage sowie dem sich im Rückraum des Himalaya als ausgedehntes Hochplateau erhebenden Tibetischen Hochland übt der Himalaya großen Einfluss auf das Klima Süd- und Südostasiens aus. So wird der Indische Sommermonsun erst durch die im Sommer thermisch bedingten Ferrel'schen Druckgebilde in Westindien und Tibet erzeugt. An der Haupterhebung des Himalaya gestaut, liegen hier einige der regenreichsten Orte der Erde sowie die Quellgebiete aller großen Flusssysteme Südasiens.
Der Himalaya ist aus geologischer Sicht Teil eines größeren Orogens – bisweilen Hindukusch-Karakorum-Himalaya-Kette genannt – und wiederum Teil der größten Massenerhebung der Erde, die als Hochasien oder High mountain Asia bezeichnet wird.
Zusammen mit dem afghanischen Bergland, Tibet, dem Hengduan Shan im Südwesten Chinas, dem Arakan-Joma-Gebirge Myanmars und den Gebirgsausläufern in Südostasien wird die Hindukusch-Himalaya-Region gebildet, die von den Anrainerstaaten als grenzübergreifende Großregion aus entwicklungspolitischer und ökologischer Sicht gegründet wurde. (Die Abkürzung HKH steht zumeist für die Großregion, wird aber auch für das vorgenannte Orogen verwendet!).

## Lage und Benennung
Der Gebirgszug erstreckt sich je nach Autor entweder von der pakistanischen Region Khyber Pakhtunkhwa nahe der Grenze zu Afghanistan oder vom oberen Industal nördlich von Islamabad entlang der Grenze des autonomen chinesischen Gebietes Tibet mit Pakistan und Indien und den beiden Himalayastaaten Nepal und Bhutan, mindestens bis an das östlichste Knie des Brahmaputra (Indien / Tibet) oder darüber hinaus bis in den Norden des Kachin-Staates von Myanmar. Die maximale Ausdehnung liegt aufgrund der unterschiedlichen Festlegungen zwischen rund 2500 bis 2800 Kilometer.
Im Westen schließt sich der Hindukusch, im Nordwesten der Karakorum, im Norden das Transhimalaya-Gebirge und im Osten das Patkai-Gebirge zwischen Assam und Myanmar an. Der Himalaya trennt Südasien vom Rest des Kontinents.
In der deutschsprachigen Literatur wird meist verallgemeinernd vom ganzen Gebirgssystem als ‚Himalaya‘ gesprochen, in der englischen Literatur spricht man von Himalaya, wenn man die Hochgebirgsketten ohne die südlichen Vorberge meint, und pluraliter von the Himalayas, wenn man das ganze Gebirgssystem einschließlich Transhimalaya meint.

## Gliederung
Der Hochhimalaya im eigentlichen Sinne besteht aus den bis über 8000 m hohen Bergketten, die sich zwischen den Hügelzonen der Ganges-Tiefebene und der Längstalfurche der Oberläufe von Indus und Brahmaputra (Tsangpo: Mazang/Damqog/Mǎquán bzw. Yarlung/Yǎlǔ Zàngbù) erstrecken. Im Norden ist der Hochhimalaya durch die Indus–Brahmaputra-Linie von der Kette des Transhimalaya (bestehend aus Gangdisê und Nyainqêntanglha), dem Randgebirge des Tibetischen Hochlands, getrennt. Seine größten Höhen erreicht der Himalaya im Norden. Die südlichen Vorberge des Himalaya, die ihn auf der ganzen Länge begleiten, werden Siwaliks (auch Churia or Margalla Hills) genannt. Sie sind durch die Zonen des Inneren Terai von den Hauptketten getrennt. Südlich streichen diese in den Gürteln Bhabhar und Terai aus. Außerdem werden die Ketten des südlichen Himalaya, die nur Höhen vergleichbar den Alpen erreichen, als Vorderer Himalaya (Lesser Himalaya „Kleiner Himalaya“) vom Hochhimalaya unterschieden.

## Geologie

Nordbewegung der indischen Platte

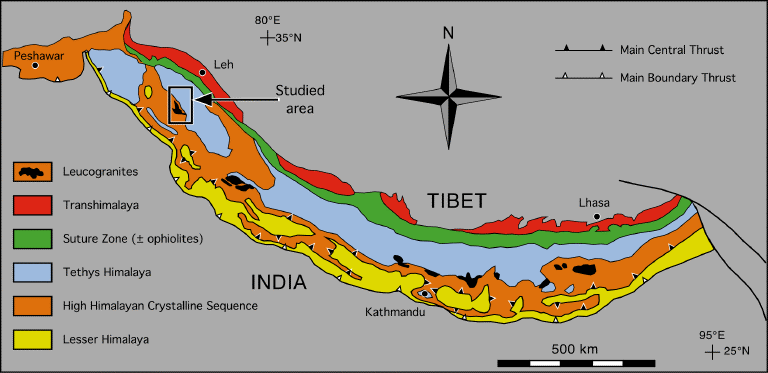
Tektonische Gliederung des Himalayasystems

Der Himalaya ist das größte derzeit existierende Gebirge der Erde. Die mit ihm tektonisch zusammenhängenden Gebirgszüge wie das Karakorum-Gebirge besitzen Gipfel von über 8000 Meter Höhe. Sie bilden einen Teil des alpidischen Gebirgsgürtels und gehören zu den jüngsten Hochgebirgen der Erde.
Der Himalaya ist ein Faltengebirge, das als Folge der Plattenkollision Indiens mit Eurasien entstanden ist. Als sich die indische Landmasse vor etwa 200 Millionen Jahren von Gondwana löste, lag der Tethys-Ozean zwischen den indischen und eurasischen Landmassen. Die indische Platte driftete mit einer Geschwindigkeit von etwa 9 Metern pro Jahrhundert nach Norden, legte dabei um die 6400 Kilometer zurück und rammte vor etwa 40 bis 50 Millionen Jahren in die eurasische Platte. Die Kollision verlangsamte die Geschwindigkeit der Drift nach Norden um die Hälfte auf etwa 5 Zentimeter pro Jahr und wird als Beginn der rapiden Erhebung des Himalaya angesehen. Die Drift dauert bis heute an und ist so stark, dass der Himalaya mehr als einen Zentimeter pro Jahr höher wird. Das entspricht einem Höhenwachstum von 10 Kilometer in einer Million Jahre. Seit dem Zusammenstoß hat Indien sich weitere 2000 Kilometer nach Asien hineingedrängt. Dieser Prozess führte zu starken Erdbeben, Verschiebungen und Faltungen, deren Auswirkungen bis weit nach China hinein und in Südostasien bemerkbar sind. Das Gebiet des Nanga Parbats in Pakistan ist mehr als 10 Kilometer in weniger als 10 Millionen Jahren gehoben worden. Die heutigen Hebungsraten des Himalayas sind immer noch beachtlich. Damit konnte selbst starke Erosion nicht Schritt halten. Dennoch ist die Südabdachung des Himalaya von großen Schwemmkegeln mit fluvialen Ablagerungen (Molasse) umgeben; diese bilden die Siwaliks.
Der Himalaya hat zwar mit dem Mount Everest die höchste Erhebung der Erdoberfläche, aber nicht den am weitesten vom Erdmittelpunkt entfernten Ort der Erdoberfläche. Dies ist (aufgrund der an den Polen abgeflachten Geoidform des Planeten) der Chimborazo in den äquatornahen Anden Südamerikas.

## Klima
Der Himalaya hat eine große Bedeutung für das Klima des indischen Subkontinents und des tibetischen Plateaus. Er hält kalte, trockene, arktische Winde davon ab, nach Süden in den Subkontinent hinein zu blasen, so dass das südliche Asien viel wärmer ist als entsprechende gemäßigte Regionen der anderen Kontinente. Er bildet ebenfalls eine Barriere für die von Süden kommenden Monsun-Winde, die den indischen Subkontinent mit Regen versorgen. Es wird angenommen, dass der Himalaya auch eine wichtige Rolle bei der Entstehung der zentralasiatischen Wüsten wie der Taklamakan-Wüste und der Wüste Gobi spielt.
Die Südabdachung des Himalayagebirges zeigt ein Monsunklima. Der Sommermonsun ist ein Südwest-Monsun (See-/Meereswind), er nimmt über dem Meer Feuchtigkeit auf und regnet sie an der indischen bzw. nepalesischen Westseite, also an der Südabdachung des Himalaya, ab (in Luvlage → Staueffekt → Steigungsregen). Der Wintermonsun ist ein Landwind aus dem Nordosten des Kontinents. Dadurch ist der Wind eher trocken (arid). Monsunklima ist ein wechselfeuchtes tropisches Klima.
Die großräumige Luftzirkulation um den Indischen Ozean ist abhängig von
1. dem Zenitstand der Sonne
2. den unterschiedlichen Abkühlungs- bzw. Erwärmungseigenschaften von Land und Meer. Das Land erwärmt sich 2–3 Mal schneller als das Meer, kühlt sich aber auch 2–3 Mal so schnell ab. Dies wirkt sich auf die Luft und den Luftdruck aus.
3. der durch die Corioliskraft bedingten Windablenkung.

Durch die im Sommer nach Norden verlagerte Innertropische Konvergenzzone wird die kühlere und damit schwerere Luft vom Meer angesaugt; dies ruft die typisch humiden Verhältnisse des Sommermonsuns hervor. In den Wintermonaten herrscht über dem Kontinent ein Bodenhoch und über dem Meer ein Bodentief. Die trockene Luft vom Kontinent wird angesaugt und aufgrund der Corioliskraft entsteht ein Nordost-Monsun, der dem Nordost-Passat entspricht. Dies geschieht in den wechselfeuchten Tropen. Im Süden herrscht ein südliches Monsunklima und im Norden ein arides Gebirgsklima. Dadurch wird das Himalayagebirge zu einer Klimascheide – im Gegensatz dazu sind die Alpen nur eine Wetterscheide.
Vertikaler Klimawandel: In der Tiefe (Bodennähe) herrscht das tropische Monsunklima. In 3000 Metern herrscht ein gemäßigtes Monsunklima und ab 5000–6000 Meter ein hochalpines oder polares Klima vor.

## Auswirkungen des Klimawandels
Der Himalaya und der angrenzende Hindukusch sind von der globalen Erwärmung in besonderem Maße betroffen. Gestützt auf Satellitenaufnahmen aus 40 Jahren haben Forscher vom Lamont-Doherty-Erdobservatorium errechnet, dass die Gletscher in den vergangenen 40 Jahren rund ein Viertel ihrer Masse verloren haben. Im Zeitraum 2000 bis 2016 verloren sie durchschnittlich etwa 7,7 Milliarden Tonnen Eis pro Jahr.
Ergebnisse einer vielbeachteten Studie aus dem Jahr 2019, an der mehr als 350 Forscher beteiligt waren, zeigen, dass selbst das Erreichen des optimistischen 1,5-Grad-Ziels aus dem Pariser Übereinkommen das Klimasystem von Himalaya und Hindukusch aus dem Gleichgewicht bringen würde und dadurch zum Ende des 21. Jahrhunderts in dieser Region etwa ein Drittel der Eisflächen verloren gehen würde. Da sich die Wasserversorgung von beinahe zwei Milliarden Menschen aus den Gletschersystemen speist, rechnet man bei einem Scheitern des Klimaschutzes mit dramatischen Folgen für die Bevölkerung. Der Klimatologe Philippus Wester, der an der Studie beteiligt war, sagte: „Die globale Erderwärmung ist dabei, die eisigen, mit Gletschern bedeckten Gipfel des [Hindukusch-Himalaya], die sich über acht Länder erstrecken, innerhalb von etwas weniger als einem Jahrhundert in kahle Felsen zu verwandeln.“

## Paläogeographie und Vorzeitklima
Im 2500 km langen Himalayabogen bestand während der Kaltzeiten zwischen Kangchendzönga im Osten und Nanga Parbat im Westen eine zusammenhängende Talvergletscherung, d. h. ein Eisstromnetz. Im Westen hatten die Himalayagletscher Kontakt mit dem Eisstromnetz des Karakorum und im Norden mit dem tibetischen Inlandeis. Nach Süden flossen die Teilströme der lokalen Gebirgsgletscher in größeren Talgletschern zusammen, welche ihrerseits in die großen übergeordneten Himalayaquertal-Gletscher einmündeten. Diese zentral gelegenen Stamm- bzw. Auslassgletscher endeten unter 2000 m ü. M. und stellenweise sogar unter 1000 m Meereshöhe im Himalayavorland. Das galt für den Tamur Khola-, Arun-, Dhud Koshi Nadi-, Tamba Kosi-, Bo Chu (Sun Kosi)-, Langtang (Trisuli Khola)-, Buri Gandaki-, Marsyangdi Nadi-, Madi Khola-, Seti Khola-, Modi Khola-, Thak Khola-, Mayangdi (Myagdi) Khola-, Barbung-Bheri Khola-, Gohna Nala-, Nandakini Nala-, Alaknanda Nala-, Mandakini Nala-, Bhagirathi Nala-, Solang Nala- (Kullu Valley)-, Tori Valley-, Triund Valley- und Indus-Gletscher. Während die aktuellen Talgletscher des Himalaya allenfalls 20 bis 32 km Länge erreichen, waren einige der genannten eiszeitlichen Haupttalgletscher 60 bis 112 km lang. Die Gletscherschneegrenze (ELA), als Höhengrenze zwischen Gletschernährgebiet und Abschmelzzone war eiszeitlich um 1400 bis 1660 Höhenmeter gegenüber heute abgesenkt. Hieraus ergäbe sich − unter der Bedingung vergleichbarer Niederschlagsverhältnisse − eine eiszeitliche Temperaturabsenkung von mindestens 7 bis 8,3 °C gegenüber heute. Wahrscheinlich jedoch war es trockener und darum kälter.

## Hydrographie

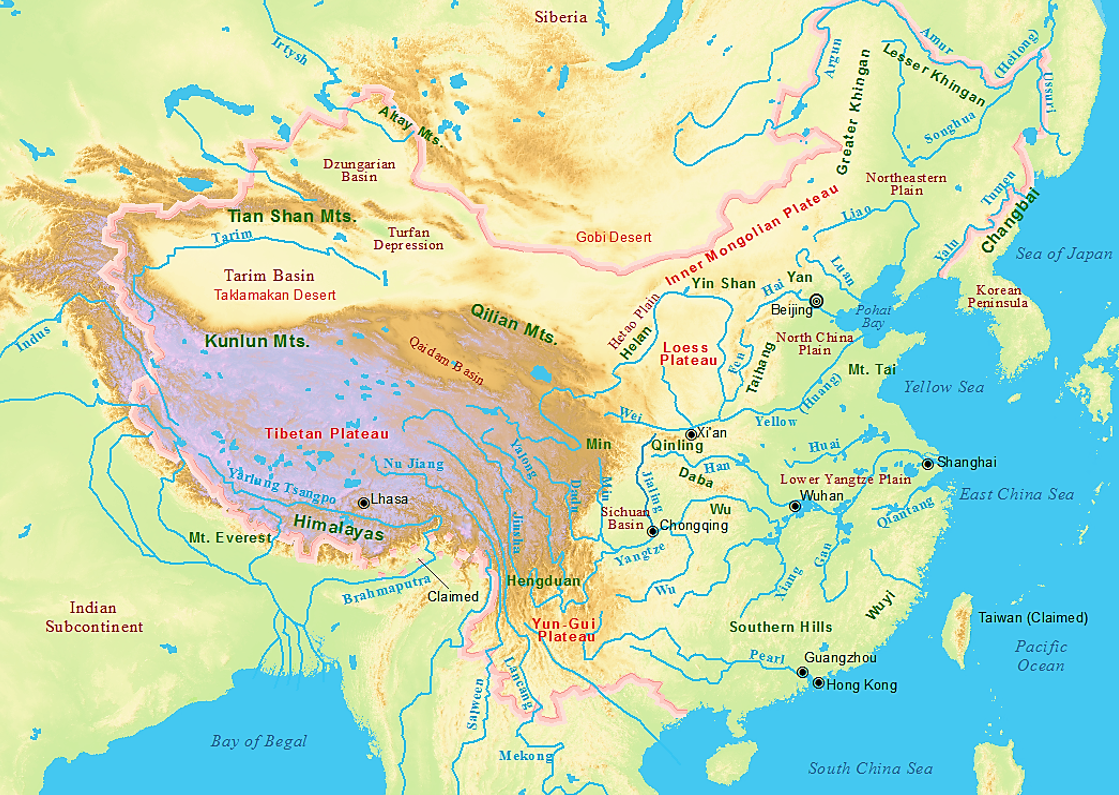
Flüsse Ostasiens

Die höheren Gebiete (Regionen) des Himalayas sind im Laufe des Jahres trotz ihrer Nähe zu den Wendekreisen eingeschneit, und sie bilden die Quellen für mehrere große beständige Flüsse. Im Wesentlichen handelt es sich um zwei große Flusssysteme:
1. Indus mit Satlej (Satluj), die Pakistan von Norden nach Süden durchfließen und in das Arabische Meer entwässern.
2. Brahmaputra (im Oberlauf Tsangpo genannt) und Ganges mit Yamuna und Ghaghara, die in Bangladesh in den Golf von Bengalen entwässern.

Der Hohe Himalaya, der die höchsten Gipfel auf der Erde trägt, bildet aufgrund des nördlich gelegenen Hochlands von Tibet keine kontinentale Wasserscheide. Einige der größten Flüsse Asiens entspringen nördlich der Hauptkette und durchbrechen das Gebirge von Norden nach Süden. Der Tsangpo fließt zunächst über weite Strecken zwischen Himalaya und Transhimalaya ostwärts und durchbricht dann in den Dihangschluchten (mit bis zu 6000 m die tiefste Schlucht der Welt) den Hauptkamm; die Kali Gandaki trennt die nur 35 Kilometer auseinanderliegenden Achttausender Annapurna und Dhaulagiri (Höhenunterschied bis 5600 Meter). Auch Indus (der in der Nähe des Nanga Parbat die Grenze zum Karakorum bildet) und  durchbrechen das Gebirge in tiefen Einschnitten. Diese Flüsse entwässerten schon den älteren Transhimalaya nach Süden und mit ihrer erodierenden Kraft konnten sie sich auch gegen die starke Hebung des Hohen Himalaya behaupten.
Indus, Satlej, Ghaghara und Brahmaputra (Tsangpo) entspringen im Gebiet des Kailash im südlichsten Transhimalaya (Gangdisê-Gebirge), den man im Buddhismus darum auch als „Nabel der Welt“ ansieht. Ganges und Yamuna entspringen im Garhwal-Gebirge, das dem Hochhimalaya südwestlich vorgelagert ist.
- Daneben entwässern noch die östlichsten Abschnitte in den Irrawaddy durch Myanmar, und auch den Saluen (Nagchu, Lukiang), der selbst in Tibet entspringt.

Daneben beeinflusst der Himalaya auch das Quellgebiet weiterer in der Umgebung entspringender bedeutender Flüsse Süd-, Südost- und Ostasiens, die man als Zirkumhimalaya-Flüsse bezeichnet, dazu gehören neben Irrawaddy und Saluen:
- Mekong (Dsachu, Langcang), über Laos und Kambodscha zum Golf von Siam, Jangtsekiang (Drichu) mit Mündung bei Shanghai ins Ostchinesische Meer, sowie Yarkant, der über den Tarim im Tarimbecken versinkt.

Im weiteren Sinne kann man auch den Huang He (Ma-chu, Gelber Fluss) in diesem Zusammenhang erwähnen, der aber in Nordtibet entspringt, und bei Peking in das Gelbe Meer entwässert.
Die Gletscher des Himalaya und insbesondere des im Nordwesten anschließenden Karakorum sind zahlreich und gehören zu den größten der Erde. Unter ihnen ist der 74 km lange Siachen-Gletscher der größte. Weitere bekannte Gletscher sind Gangotri und Yamunotri (Uttarakhand), Nubra, Biafo und Baltoro (Karakorum), Zemu (Sikkim) und Khumbu (im Gebiet des Mount Everest). Die Gletscher speichern im Winter Wasser in Form von Eis und Schnee und geben dieses im Sommer durch die Schmelze wieder ab.

## Vegetation
An die Erhebungen der Siwalik-Kette, ein vergleichsweise mäßig hohes und gänzlich bewaldetes Gebiet, schließen sich nördlich der Vordere Himalaya und der Hoch-Himalaya an. Auch der Südhang des Vorderen Himalayas ist üppig und artenreich (zum Beispiel mit Wacholder) bewachsen.

## Besiedelung
Das höchste Gebirge der Erde wird nicht nur von einem Netz wichtiger Wasserscheiden überzogen, sondern ist auch eine der deutlichsten und stabilsten Kulturscheiden der Welt. Schon immer hat es dafür gesorgt, dass Indien sich weitgehend ungestört von außen entwickeln konnte. Weil er sich dem Monsun entgegenstellt und ihn zum Abregnen zwingt, erzeugt der Himalaya darüber hinaus vor allem im nordöstlichen Indien das für die dortigen Lebensverhältnisse so entscheidende jährlich wiederkehrende einzigartige Regenhoch.
Die Staaten Nepal und Bhutan liegen am Südhang, nördlich schließt sich das Hochland des chinesischen Autonomen Gebiets Tibet an. Auch Indien, Pakistan und Myanmar haben Anteil am Gebirge.

## Siehe auch

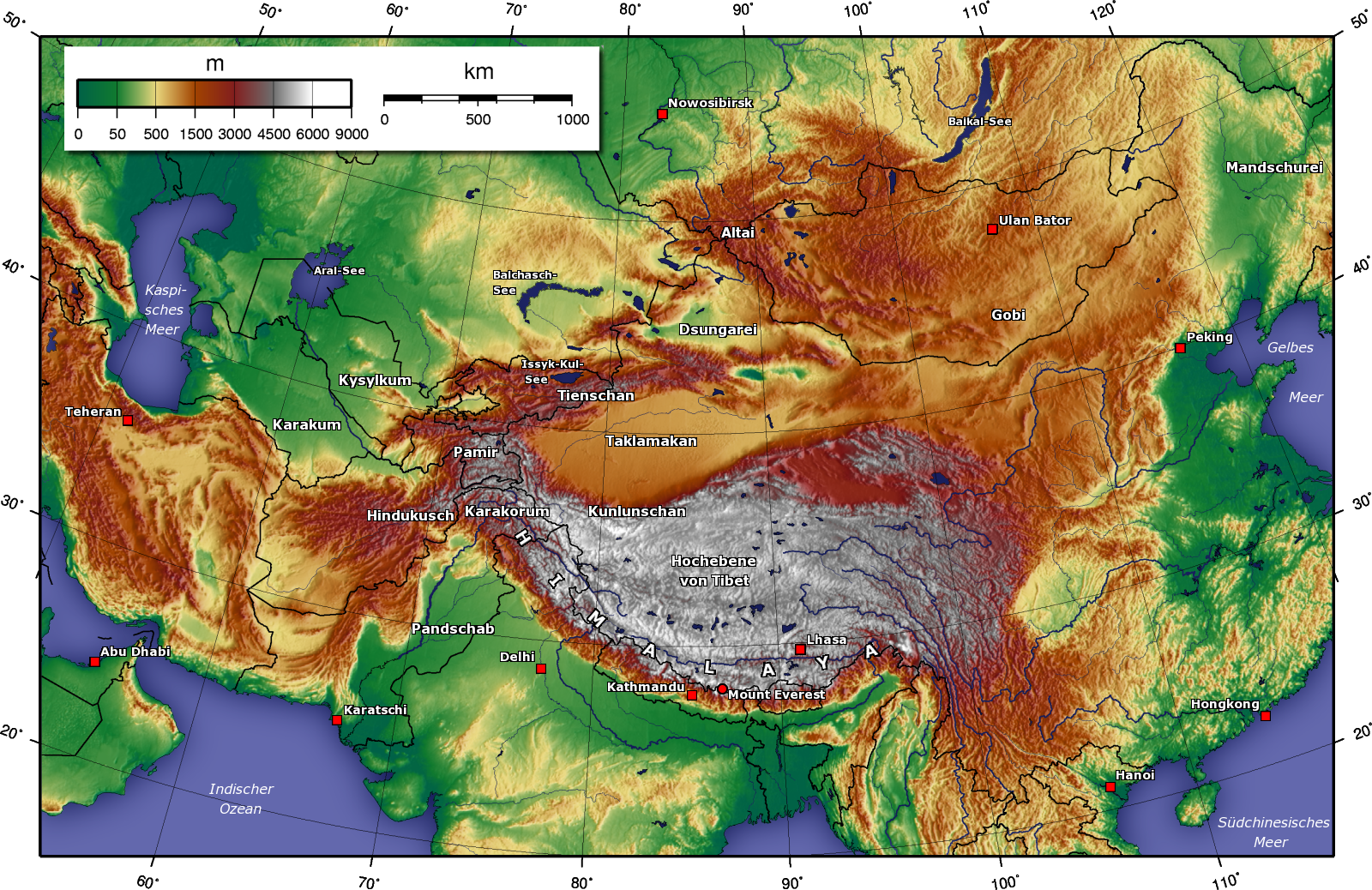
Gebirgssysteme Hochasiens

## Historische Reiseberichte
- James Baillie Fraser: Views in the Himala Mountains. London 1820. – Seltenes Werk mit 20 monumentalen Ansichten in kolorierten Aquatinta-Radierungen. – Abbey 498.
- John Claude White, Im Schatten des Himalaya – Tibet, Bhutan, Nepal, Sikkim – eine fotografische Erinnerung von John Claude White 1883–1908. Nymphenburger, München 2006, ISBN 3-485-01095-2.